# Муминов, Лабазан Юнусович
Лабазан Юнусович Муминов (1976, Годобери, Ботлихский район, Дагестанская АССР, РСФСР, СССР — 14 августа 1999, там же) — участник годоберинского ополчения во время вторжения боевиков в Дагестан, кавалер ордена Мужества (1999, посмертно).

## Биография
Родился в 1976 году в селе Годобери Ботлихского района Дагестанской АССР в многодетной семье. Окончил местную сельскую школу. До 1999 года работал на стройках в Северной Осетии.
В августе 1999 года, после вторжения боевиков в Дагестан, вернулся в родное село и вступил в ряды народного ополчения. 14 августа 1999 года группа ополченцев и сотрудников милиции проводила разведку на окраине села Годобери, где столкнулась с боевиками. В ходе завязавшегося боя Лабазан Муминов погиб. В том же бою смертельное ранение получил его младший брат Магомедтагир, пытавшийся помочь раненому брату. Также погиб ополченец Муртазали Гусейнов, семеро участников боя получили ранения, в том числе старший брат Лабазана — Абдурахман Муминов.
6 сентября 1999 года Указом Президента Российской Федерации Лабазан Муминов был посмертно награждён орденом Мужества.

## Память
В селе Годобери есть улица, носящая имя братьев Муминовых.
Имя братьев Муминовых присвоено и школе в селе Годобери, где они учились.